# Anthiini
Tribu
Taxons de rang inférieur
- Anthiina Bonelli, 1813
- Cypholobina Strohmeyer, 1928

Les Anthiini sont une tribu de coléoptères de la famille des Carabidae et de la sous-famille des Anthiinae. Ils ont été décrits par Bonelli en 1813.

## Liste des genres
- Genre Anthia Weber, 1801
- Genre Atractonotus Perroud, 1846
- Genre Baeoglossa Chaudoir, 1850
- Genre Cycloloba Chaudoir, 1850
- Genre Cypholoba Chaudoir, 1850
- Genre Eccoptoptera Chaudoir, 1878
- Genre Gonogenia Chaudoir, 1844
- Genre Netrodera Chaudoir, 1850